# Batalla de Guandu
La batalla de Guandu (官渡之戰) va ser una batalla durant el preludi del període dels Tres Regnes de la història xinesa que va tenir lloc al Riu Groc en el 200.
Es tracta d'una crucial victòria pel líder feudal Cao Cao (155 EC - 220 CE) que va dirigir una rebel·lió contra Yuan Shao (154 CE - 202 EC). Va destruir els subministraments de gra i l'exèrcit de Yuan Shao, i este últim va morir poc després. Això es va traduir en el fet que Cao Cao es convertira en el governant militar del nord de la Xina.

## Antecedents
De 196 en avant, cada vegada era més obvi que un enfrontament armat pel control de l'emperador entre els senyors de la guerra Cao Cao i Yuan Shao era inevitable. Yuan Shao controlava les terres al nord del riu Groc, és a dir la regió de Hebei, i tenia un gran i poderós exèrcit sota el seu comandament. Cao Cao controlava la major part de les terres al sud del riu Groc i tenia a l'Emperador Xian sota la seva custòdia en la nova capital de Xu. Entre ells els dos senyors de la guerra es van veure com la barrera a les seves ambicions personals per la conquesta i el domini de la Xina. Per tant, semblava que una prova de força entre els dos senyors de la guerra era inevitable.
Alguns anys abans de la batalla, els assessors de Yuan Shao Ju Shou i Tian Feng havien previst que Cao Cao es convertiria en una amenaça pel seu senyor en la seva ambició de dominar el país. Ell van aconsellar a Yuan Shao de començar una campanya contra Cao Cao quan aquest últim encara era construint la seva força, no obstant Yuan Shao ignorà el seu consell, ja que Cao Cao era encara superficialment el seu aliat. La tensió entre Cao Cao i Yuan Shao en va començar a generar-se des que Cao Cao va rebre a l'Emperador Xian a l'antiga capital de Luoyang, un moviment que Yuan Shao havia considerat però efectuat, molt a desgrat seu.

## Preludi
La posició geogràfica de Guandu (官渡; nord-est de l'actual Comtat Zhongmu, Henan) feia el lloc una posició posició estratègica en termes militars. Era prop del Gual Yan (延津; nord del que avui en dia és el Comtat Yanjin, Henan) en el Riu Groc i situat en el camí que condueix a la ciutat capital de Xu. Cao Cao va reconéixer la seva importància estratègica i en la tardor de 199, va estacionar les tropes allí i va preparar fortificacions. Altres desplegaments al llarg del front incloïen Liu Yan (劉延) a Boma (白馬; al costat de l'actual Comtat Hua a Henan), Yu Jin al Gual Yan, Cheng Yu a Juancheng (鄄城; prop de l'actual Comtat Juancheng a Shandong), i Xiahou Dun al Gual Meng (孟津; avui en dia el Comtat Mengjin a Henan). Alhora, Cao Cao va enviar a Zang Ba a sotmetre a atacs continus i de poca duració a la Província de Qing (青州), la qual era governada pel fill de Yuan Shao, Yuan Tan, per evitar que el seu flanc oriental fóra atacat.
En el primer mes del 200, Liu Bei es va revoltar contra Cao Cao i va prendre el control de la Província de Xu (徐州) després de matar a Che Zhou (車冑), l'inspector nomenat per Cao Cao (刺史) per la Província de Xu. Cao Cao, en un moviment inesperat, va deixar el seu front del nord exposat a Yuan Shao i va dirigir cap a l'est per tornar a prendre la Província de Xu. Yuan Shao va tractar d'aprofitar l'oportunitat per iniciar una campanya al sud, però va ser intimidat per Yu Jin, el defensor de Gual Yan.
Quan Cao Cao va tornar a Guandu després de la seva victòria sobre Liu Bei, que va buscar refugi sota Yuan Shao després, Yuan Shao llavors va desitjar reprendre la seva campanya contra Cao Cao. L'ajudant de camp (參軍) Tian Feng, que havia instat a Yuan Shao d'atacar a Cao Cao mentre ell estava absent, va posicionar-se en contra d'aquesta campanya, raonament que s'havia perdut l'oportunitat i s'havia d'esperar. Yuan Shao ignorà en repetides ocasions les protestes de Tian Feng i el van empresonar sota càrrecs de desmoralitzar l'exèrcit.
Poc després, Yuan Shao va fer a Chen Lin redactar un document condemnant a Cao Cao en el que era essencialment una declaració de guerra, i en el primer mes del 200 va marxar amb el seu exèrcit principal cap a la base avançada de Liyang (黎陽; al nord-oest de l'actual Comtat Xun, Henan) al nord del riu Groc. En aquest moment, l'exèrcit de Yuan Shao presumia de nombres de fins a 110.000 tropes, incloent 10.000 tropes de cavalleria.

## Conseqüències
Després d'unificar el nord de la Xina l'any 207 amb la victòria a la batalla de Guandu, Cao Cao va preparar una campanya al sud de la província de Jing, governada per Liu Biao. Invasions menors dirigides per Xiahou Dun foren rebutjades per Liu Bei, vassall de Liu Biao i les forces estaven estacionats a Xinye, a la frontera nord de la província de Jing. Després d'això, Cao Cao va liderar personalment als seus exèrcits al sud per atacar la província de Jing el setè mes del calendari lunar de 208. La batalla dels Penya-segats Rojos i la captura de la província de Jing per Liu Bei va confirmar la separació del sud de la Xina del cor del nord, la vall del riu Groc (黃河), i també va anunciar un eix nord-sud d'hostilitats que va durar durant segles.